# Mini ATX
Mini-ATX是由建碁AOpen Inc. 所研發之15 x 15 cm (5.9 x 5.9英吋)的主機板規格。Mini-ATX比Mini-ITX略小。Mini-ATX主機板是經由MoDT (Mobile on Desktop Technology)技術，搭配筆記型低功耗與低廢熱CPU達成小型化卻又不失效能之目的。因此非常適合家庭戲院電腦(HTPC)之應用以及車用電腦等工業級應用。

## 特色

### 小型化
其15乘15公分的尺寸，讓Mini-ATX主機板可以置入於1DIN大小的空間，方便以標準的尺寸來應用於車上、堆疊式系統、塔型機殼以及壁掛等特殊應用，這是Mini-ITX主機板所做不到的。而更小的Nano-ITX尺寸的主機板則缺乏方便替換CPU的模組而限制了其在應用上之彈性。

### 安靜
因為筆記型CPU有較低的電源需求而產生出較低的廢熱，讓機殼內的散熱設計能夠較為簡單。如果搭配被動式散熱設計（如無風扇），其整體系統噪音與電源需求將可以更低，也可以免去更換與清潔散熱風扇的費用。

### 穩定
Mini-ATX主機板採用SMT技術與固態電容加上8層PCB設計來增加系統的MTBF。SMT可以減少內部傳輸的干擾，並且8層的PCB板可以提供最佳的訊號傳輸品質。

### 有彈性
直流電對直流電的電源設計可以將機殼中的電源供應器移到他處，這樣可以減少內部組件與電源供應器之間的電磁干擾，並同時減去體積。而外部的電源供應器則能達到更多樣的系統安裝可能性。

### 經驗
Mini-ATX規格可應用於一般消費者與應用市場。隨著與日俱增的實際應用經驗，Mini-ATX主機板已經證實非常適合各式的應用。

## 歷史
藉由MoDT的概念，AOpen希望發展出使用筆記型CPU的桌上型電腦主機板來達到小體積與低功耗的桌上型電腦，這個概念得到Intel的支持與協助。經過兩年的的研發，第一部採用Mini-ATX主機板的產品成功上市，也就是在2005年上市的XC mini MP915。這個系列原本名為mini PC不過因為mini PC不能註冊為商標，所以在2007年改為XC mini。借由小型化的Mini-ATX主機板之助，XC mini系列的主機大小只有165(寬) x 50(高) x 165(深) mm，是為世界上最小的桌上型電腦。
在2006年AOpen推出了第一部使用Mini-ATX主機板的應用型電腦[數位引擎] (DE-945FX)系列。在1 DIN大小的尺寸中搭配Intel的CPU，讓數位引擎成為相當受歡迎的應用型電腦特別是在車用電腦（台灣三菱汽車）、飛航資訊系統(SFO, 美國洛杉磯機場)等。近年來數位引擎與Mini-ATX主機板大量應用在KIOSK、數位電子看板、POS、醫療用電腦與保全系統等。

## 外部連結
- AOpen XC mini products:https://web.archive.org/web/20091220042856/http://global.aopen.com/Products.aspx?id=74
- AOpen 應用平台 http://vip.aopen.com （页面存档备份，存于）